# Linac Coherent Light Source
Die Linac Coherent Light Source (LCLS) ist eine Röntgenlaserquelle am SLAC in Stanford, USA.
Ihre Röntgenpulse sind 80 Femtosekunden lang und haben Wellenlängen zwischen 0,15 und 15 Nanometern. Sie können beispielsweise genutzt werden, um atomare und molekulare Vorgänge mit hoher Zeitauflösung zu vermessen. Aufgrund der großen Strahlungsintensität kann mit ihrer Hilfe die Struktur einzelner Biomoleküle untersucht werden – die Bildung eines Molekülkristalls ist nicht erforderlich.
In der LCLS werden Elektronen in einem zirka 1 km langen Teilstück des ehemaligen Linearbeschleunigers am SLAC beschleunigt. In dem sich anschließenden 130 Meter langen Abschnitt mit Undulatoren werden sie in einem räumlich periodischen Magnetfeld abgelenkt und erzeugen bis zu 120 Röntgenpulse pro Sekunde. Die LCLS kostete 420 Millionen US-Dollar und nahm Anfang Oktober 2009 den Betrieb auf.
Die LCLS verdrängt den in Deutschland errichteten Freie-Elektronen-Laser FLASH  von seiner Spitzenposition. Während FLASH den Bereich der weichen Röntgenstrahlung abdeckt, emittiert die LCLS harte Röntgenstrahlung. Noch etwas härtere Röntgenstrahlung erzeugt mittlerweile der European XFEL.